# Saint-Cyr-la-Rosière
 Saint-Cyr-la-Rosière  es una población y comuna francesa, situada en la región de Baja Normandía, departamento de Orne, en el distrito de Mortagne-au-Perche y cantón de Nocé.

## Demografía
| 404 | 320 | 288 | 255 | 210 | 247 |
| Para los censos de 1962 a 1999 la población legal corresponde a la población sin duplicidades (Fuente: INSEE [Consultar]) |     |     |     |     |     |